# Карелинское
Карелинское — село в Тюменской области, входит в состав Вагайского района и Первовагайского сельского поселения.

## География
Деревня находится на месте слияния рек Вагай и Иртыш.

## Население
| 2010 |
| ---- |
| 1    |